# Deniya pleuralis
Deniya pleuralis là một loài tò vò trong họ Ichneumonidae.